# Castanheira (Guarda)
Castanheira es una freguesia portuguesa del concelho de Guarda, con 23,75 km² de superficie y 425 habitantes (2001). Su densidad de población es de 17,9 hab/km².